# 오우렌세 CF
오우렌세 CF(스페인어: Ourense Club de Fútbol)는 스페인 갈리시아주 오우렌세도 오우렌세를 연고로 하는 축구단이다. 1977년에 폰테 오우렌세 CF(Ponte Ourense Club de Fútbol)라는 명칭으로 창단되었으며, 프리메라 페데라시온에 참가하고 있다. 5,659명의 관중을 수용할 수 있는 에스타디오 오 코우토에서 홈 경기를 치른다.

## 선수 명단

### 현역
참고: FIFA 자격 규정에 따라 소속된 국가대표팀 국기를 표시합니다. 선수는 복수의 FIFA 비회원국 국적을 가지고 있을 수 있습니다.
| 번호 | 포지션 | 국적       | 이름            |
| ---- | ------ | ---------- | --------------- |
| 6    | MF     |            | 파쿤도 발라르도 |
| 8    | MF     | 카보베르데 | 제린 라모스     |

| 번호 | 포지션 | 국적       | 이름        |
| ---- | ------ | ---------- | ----------- |
| 12   | DF     | 베네수엘라 | 리키 망가나 |